# Aeroporto di Palermo Falcone Borsellino
Luchthaven Palermo (Italiaans: Aeroporto di Palermo "Falcone Borsellino") (IATA: PMO, ICAO: LICJ), ook bekend als Luchthaven Palermo Punta Raisi, is gelegen op Punta Raisi, op 35 kilometer afstand van Palermo, de hoofdstad van het Italiaanse eiland Sicilië. De luchthaven is met in 2008 4.446.142 passagiers een van de drukste in Italië.

## Incidenten
- Vlucht 112 van Alitalia was een vlucht van luchthaven Leonardo da Vinci in Rome naar Palermo International Airport in Palermo met 115 mensen aan boord. Op 5 mei 1972 vliegt het vliegtuig op drie km van de luchthaven tegen een berg, waarbij alle 108 passagiers en zeven bemanningsleden omkwamen.
- Vlucht 4128 van Alitalia was een vlucht van Leonardo da Vinci airport in Rome naar Palermo International Airport in Palermo met 129 mensen aan boord. Op 23 december 1978 verongelukte het toestel ongeveer drie kilometer ten noorden van Palermo. 108 inzittenden, onder wie de Nederlandse beeldhouwer en schilder Max Reneman, kwamen om het leven.
- Op 24 september 2010 verongelukte Windjet-vlucht 243. De Airbus A319 verongelukte kort voor de landingsbaan. De landing vond plaats tijdens slecht weer (onweer en windshear in de omgeving van de luchthaven). Het vliegtuig werd geëvacueerd door de hulpdiensten, circa twintig passagiers raakten gewond.[1]

## Metro
Het Punta Raisi-station, nabij de luchthaven, is het noordwestelijke eindpunt van Palermo metrolijn A. Het verbindt de luchthaven met het Centraal Station van Palermo. Op werkdagen vertrekt er elke 30 minuten een trein in beide richtingen.